# Ägyptens versunkene Schätze

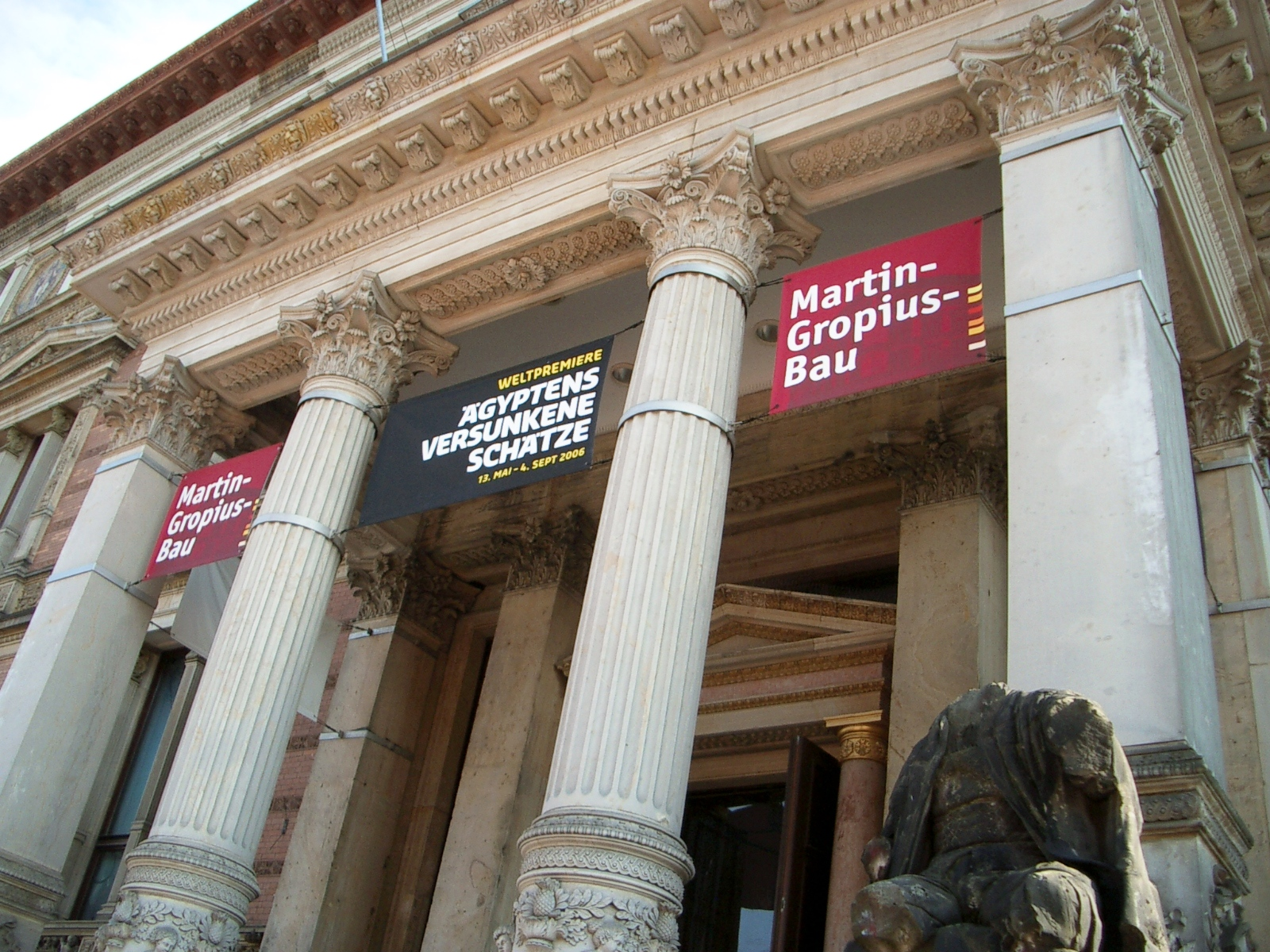
Ägyptens versunkene Schätze im Martin-Gropius-Bau

Die Ausstellung Ägyptens versunkene Schätze fand vom 13. Mai bis zum 4. September 2006 im Martin-Gropius-Bau in Berlin statt. Sie zeigte Fundstücke aus den versunkenen antiken Städten Heraklion, Kanopus und Alexandria. Die Ausgrabungen der Fundstücke vor der Küste Ägyptens und die Ausstellung wurden von Franck Goddio geleitet, einem französischen Unterwasserarchäologen. Insgesamt besuchten 450.000 Gäste die Ausstellung in Berlin. Sie war anschließend in Bonn, Paris, Madrid, Turin und Yokohama zu sehen. Rund 2,7 Millionen Besucher sahen die Ausstellung.

## Ausstellung
Die Exponate umfassen ungefähr 500 Einzelstücke aus der Zeit vom 7. Jh. vor bis zum 8. Jh. nach Christus. Die Ausstellung präsentiert damit einen zeitlichen Bogen von den letzten Pharaonen über Alexander den Großen und die griechischen Herrscher bis hin zur Römischen Zeit und der Christianisierung. Die bedeutendsten Exponate sind die ca. fünf Meter hohen Kolossalstatuen einer ptolemäischen Königin und von Hapi, dem Gott der Nilschwemme, aus dem 4. bis 3. Jahrhundert vor Christus sowie der Naos der Dekaden, ein Schrein, dessen Inschriften als Vorläufer der heutigen Astrologie gelten. Die Exponate spiegeln den Rang mehrerer antiken Städte wider, die zu den berühmtesten Zentren der Wissenschaft, des Handels und des kulturellen Austausches gehörten. Hier verschmolz die jahrtausendealte Kultur der Pharaonen mit Einflüssen aus Mesopotamien, Griechenland und Rom.
Die Ausstellung betont eine stimmungsvolle Atmosphäre mit abgedunkelten Räumen und Klängen aus der Unterwasserwelt. Es werden neben den Ausstellungsstücken auch Einblicke in die faszinierende Arbeit von Tauchern und Meeresarchäologen geboten die auf zahlreichen Bildschirmen in der Ausstellung präsentiert werden. Sowohl die Ausstellungen wie auch die noch laufenden Ausgrabungen vor der Küste Alexandrias werden von der Hilti Foundation unterstützt. Eine Vielzahl der  Exponate der Ausstellung war anschließend in der  Ausstellung Cleopatra – the last queen of Egypt zu sehen, welche eine US-Tournee absolvierte.